# أرنولد كوكي
أرنولد كوكي (بالإنجليزية: Arnold Cooke)‏ هو مجدف بريطاني، ولد في 13 أبريل 1941.

## وصلات خارجية
- أرنولد كوكي على موقع الاتحاد الدولي للتجديف (الإنجليزية)
- أرنولد كوكي على موقع أوليمبيديا (الإنجليزية)
- أرنولد كوكي على موقع اللجنة الأولمبية البريطانية (الإنجليزية)